# 多萝西·谢泼德-巴伦
多萝西·谢泼德-巴伦（英語：Dorothy Shepherd-Barron，1897年11月24日—1953年2月20日），英国女子网球运动员。她曾代表英国参加1924年夏季奥林匹克运动会网球比赛，联同伊夫琳·科利尔获得女子双打铜牌。